# أن تيك ماغازين
أن تيك ماغازين (بالفرنسية: N'TIC Magazine)‏ أي مجلة أنتيك وتعني أنتيك في اللهجة العاصمية جيد.
أنتيك مجلة شهرية جزائرية مجانية تصدر باللغة الفرنسية. أول مجلة مجانية في الجزائر تغطي جميع المواضيع ذات الصلة بالتكنولوجيات الجديدة والوسائط المتعددة.

## وصلات خارجية
- معلومات عن مجلة أن تيك ماغازين من موقع بوابة الصحافة الجزائرية.
- موقع مجلة أن تيك ماغازين